# Каала
Каала — місто, розташоване у провінції Уамбо в Анголі. Воно відоме як Робертвільямстаун поки Ангола була португальською колонією. Так назване на честь відомого розробника залізниць та гірничого магната сера Роберта Вільямса. Населення у місті становить 120 000 чоловік.

## Історія
Робертвільямстаун — колишня назва Каали, у часи панування Португалії в Анголі (до 1975 року). Населений пункт розташовувався західніше від Нової Лісбоа (нині Уамбо) і вирізнявся відслоненнями скелястих порід, розташованими тільки за межами міста. В Каалі було знайдено багато уламків глиняного посуду, примітивні ями для плавки металу та інші археологічні пам'ятки.